# Bjørn Bergvall
Bjørn Bergvall (* 13. Februar 1939 in Oslo) ist ein ehemaliger norwegischer Segler.

## Erfolge
Bjørn Bergvall nahm an den Olympischen Spielen 1960 in Rom in der Bootsklasse Flying Dutchman teil. Gemeinsam mit Peder Lunde junior belegte er den ersten Platz vor Hans Fogh und Ole Gunnar Petersen sowie Rolf Mulka und Ingo von Bredow. Sie wurden mit einer Gesamtpunktzahl von 6774 Punkten Olympiasieger. Bergvall ist Mitglied im Kongelig Norsk Seilforening (KNS).